# Adagio de Albinoni
El Adagio de Albinoni o Adagio en sol menor, cuyo título original es Adagio in Sol minore per archi e organo su due spunti tematici e su un basso numerato di Tomaso Albinoni (Mi 26), es una pieza neobarroca para cuerda y órgano en sol menor. Esta obra fue originalmente atribuida al compositor veneciano del siglo XVIII Tomaso Albinoni, pero en realidad fue compuesta en 1945 por el musicólogo italiano Remo Giazotto.
Publicado por primera vez en 1958 por la editorial Casa Ricordi, el editor lanzó como argumento de venta que el autor se había basado en unos fragmentos de un movimiento lento de una sonata a trío de Albinoni presumiblemente encontrados en las ruinas de la Biblioteca de Dresde tras los bombardeos de la ciudad acaecidos en la Segunda Guerra Mundial, pero nunca se ha encontrado una prueba seria de la existencia de tales fragmentos. Por el contrario, la Staatsbibliothek Dresden ha desmentido formalmente tenerlas en su colección de partituras.
Se ha sugerido que el tema de ese Adagio tiene algunas semejanzas con el principio del tema del Adagio sotenuto del primer Trío en mi bemol mayor Op. 33 para piano, violín y violonchelo de Louise Farrenc, datado de 1841. Pero esta comparación carece de fundamento, pues son piezas radicalmente distintas. Antonio Vivaldi compuso una frase de violonchelo casi idéntica a la primera frase del violín del Adagio, en el inicio del segundo movimiento de su Concierto para dos trompas, cuerdas y continuo, RV 538. El Adagio suena también igual que los primeros acordes del aria «Es ist vollbracht» de la Pasión según San Juan de Johann Sebastian Bach. Recibe la denominación de «Adagio de Albinoni» o «Adagio en sol menor, arreglado por Remo Giazotto», y suele estar orquestado para orquesta de cuerdas y órgano, aunque a veces lo está solo para cuerdas.

## Versiones
- En 1983, la cantante Ángela Carrasco sacó la primera versión mundial con letra, titulada «Mientras mi alma sienta»; incluida en el álbum Unidos; la escribió Camilo Sesto.
- En 1984 el cantante español Dyango grabó su éxito «Adiós a la tristeza» del álbum Al fin solos
- En 1984 el guitarrista sueco Yngwie Malmsteen lanzó una versión con el nombre "Icarus’ Dream Suite Op.4» en su álbum debut Rising Force.
- En 1985 Camilo Sesto utilizó la base musical del Adagio de Albinoni para añadirle una letra de su autoría, la cual dedicó a su padre Eliseo Blanes, fallecido en 1982. La canción resultante se tituló «Mientras mi alma sienta».
- En 1985 la cantante Annie Haslam del grupo de rock progresivo Renaissance, en su segunda producción como solista, realizó una versión llamada «Save us All», en el álbum Still Life con la Royal Philharmonic Orchestra bajo la dirección de Louis Clark.
- En 1995 Ricardo Montaner lo interpretó en una versión llamada «Adaggio al amor» incluida en el disco Viene del alma.
- En 1998 la soprano y cantante de crossover clásico Sarah Brightman publicó en su álbum Eden una canción denominada "Anytime, Anywhere», basada en esta pieza.
- En 2001 la cantante chilena Myriam Hernández grabó la versión de Camilo Sesto para su álbum en vivo El amor en concierto.
- En 2001 la cantante española Rosa López versionó la canción en el programa Operación Triunfo 2001 bajo el nombre de "Ausencia». En 2003 lo incluyó en su segundo disco Ahora.
- En 2023 el grupo coral Libera lo utilizó, empleando la letra del Ave verum corpus,[3] para uno de sus videoclips más exitosos.

## En la cultura popular
Esta pieza aparece en un gran número de bandas sonoras de películas, series, programas de televisión, etc.
- En 1962 en la película El proceso de Orson Welles, basada en la novela homónima de Franz Kafka.
- En 1968 en la película Pecados conyugales de José María Forqué.
- En 1969 en la película Rote Sonne (Sol rojo) de Rudolf Thome aparece como tema recurrente.
- En 1974 en el film El enigma de Kaspar Hauser de Werner Herzog.
- En 1975 en la película Rollerball.
- En 1981 en la película Gallipoli de Peter Weir, durante la famosa batalla homónima de la Primera Guerra Mundial.
- Anime 1982 Arcadia de mi Juventud.
- En 1988 en la telenovela brasileña Vale todo de Gilberto Braga.
- En 1991 en la película The Doors de Oliver Stone; al final de la cinta sale el tema.
- En 1994 en la telenovela brasileña El viaje de Ivani Ribeiro.
- En 1997 en la película Bienvenidos a Sarajevo de Michael Winterbottom.
- En 1999 en el film brasileño Gêmeas de Andrucha Waddington.
- En 2001 en el cortometraje animado Adagio de Garri Bardin.
- En 2005 en la serie de anime Hana Yori Dango es utilizado como parte de la banda sonora.
- En 2016 en la película Manchester by the Sea de Kenneth Lonergan.
- En 2018 en la miniserie American Crime Story: The Assassination of Gianni Versace.